# Lilian Vergeylen
Lilian Vergeylen (25 mei 2006) is een Belgisch voetballer die onder contract ligt bij RSC Anderlecht.

## Clubcarrière
Vergeylen ruilde in 2020 de jeugdopleiding van Oud-Heverlee Leuven voor die van RSC Anderlecht. In mei 2022 ondertekende hij zijn eerste profcontract bij Anderlecht. Op 21 april 2023 maakte hij zijn profdebuut in het shirt van RSCA Futures, het beloftenelftal van Anderlecht dat vanaf het seizoen 2022/23 aantreedt in Eerste klasse B: in de promotie-playoffwedstrijd tegen Club NXT (0-0-gelijkspel) liet trainer Guillaume Gillet hem in de slotfase invallen voor Anas Tajaouart.

## Clubstatistieken
| Seizoen         | Club            | Land            | Competitie      | Competitie | Competitie | Beker | Beker | Supercup | Supercup | Europees | Europees | Totaal | Totaal |
| Seizoen         | Club            | Land            | Competitie      | Wed.       | Dlp.       | Wed.  | Dlp.  | Wed.     | Dlp.     | Wed.     | Dlp.     | Wed.   | Dlp.   |
| --------------- | --------------- | --------------- | --------------- | ---------- | ---------- | ----- | ----- | -------- | -------- | -------- | -------- | ------ | ------ |
| 2022/23         | RSCA Futures    | Vlag van België | Eerste klasse B | 1          | 0          | —     | —     | —        | —        | —        | —        | 1      | 0      |
| Carrière totaal | Carrière totaal | Carrière totaal | Carrière totaal | 1          | 0          | 0     | 0     | 0        | 0        | 0        | 0        | 1      | 0      |

Bijgewerkt op 25 april 2023.

## Privé
- Lilian is de zoon van Axel Vergeylen, die eveneens een deel van zijn jeugdopleiding genoot bij RSC Anderlecht en later bij onder andere KAA Gent, FC Denderleeuw, Union Sint-Gillis en Oud-Heverlee Leuven voetbalde.[1]

33 Vercauteren ·
34 Bouchouari ·
48 Montegnies ·
50 Barry ·
51 Baouf ·
52 Nicaise ·
53 Colassin ·
59 Vergeylen ·
62 Goto ·
63 Vanhoutte ·
64 Masscho ·
65 Engwanda ·
66 Haentjens ·
67 Moutha-Sebtaoui ·
68 Monticelli ·
69 Ure ·
71 Engwanda ·
73 Lapage ·
74 De Cat ·
77 Mendel-Idowu ·
78 Tajaouart ·
79 Maamar ·
80 Decorte ·
81 Diallo ·
83 Degreef ·
Coach: Coen